# La Veuve de Saint-Pierre
Pour les articles homonymes, voir La Veuve.
Pour plus de détails, voir Fiche technique et Distribution.
La Veuve de Saint-Pierre est un film français réalisé par Patrice Leconte, sorti en 2000.
Le scénario repose sur l'histoire vraie d'un meurtre qui fut commis à Saint-Pierre-et-Miquelon au XIXe siècle, mais un décalage chronologique situe les scènes du film 40 ans plus tôt, alors que Napoléon III arrive au pouvoir. L'un des thèmes principaux est la peine de mort et la réhabilitation. Le décor épuré, les paysages enneigés, les silences renforcent l'effet dramatique.
Le film est tourné à Louisbourg et dans les alentours du Cap-Breton.

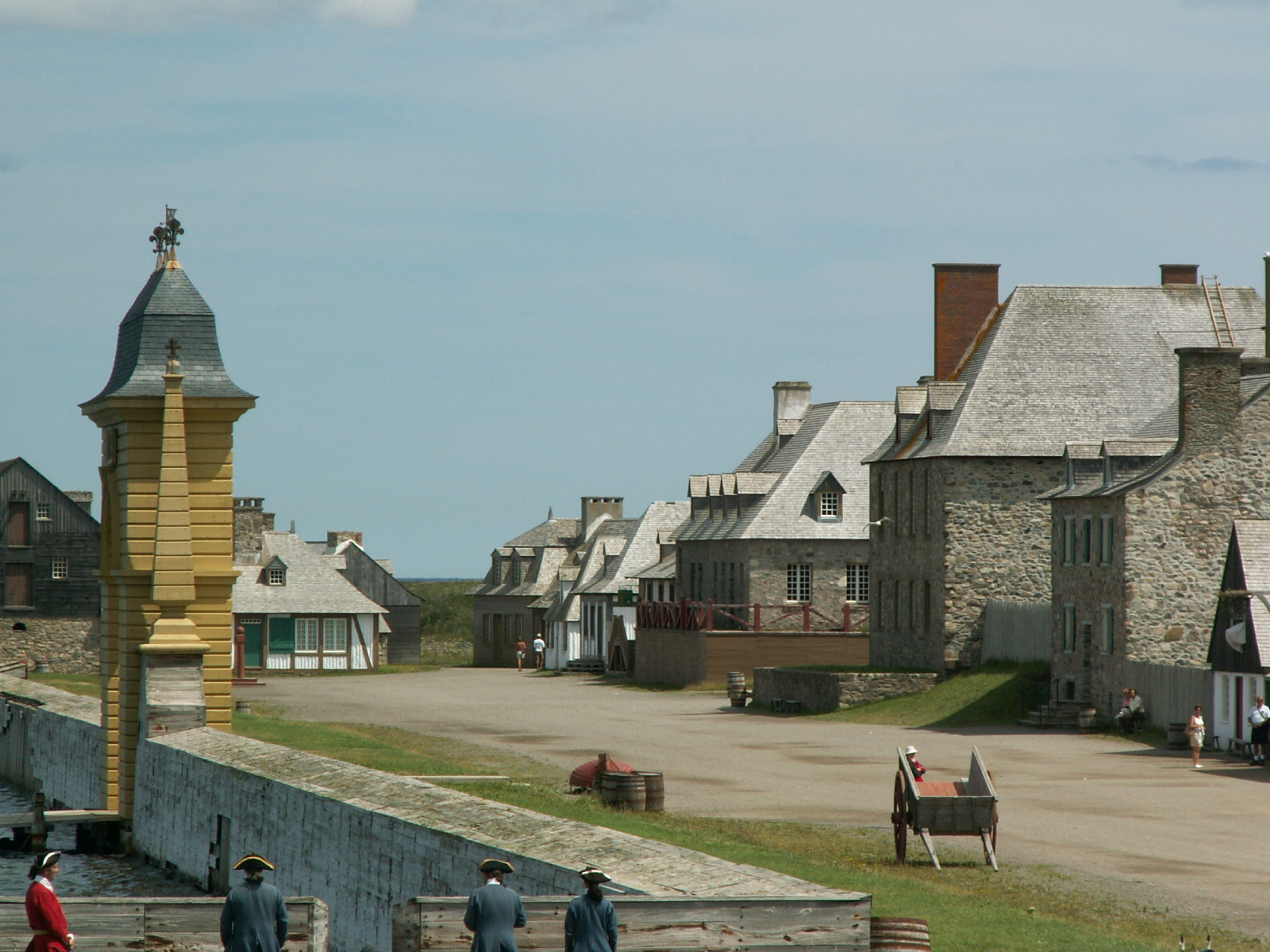
Forteresse de Louisbourg 3

Son titre joue sur un jeu de mots sur la veuve – on voit au début du film Juliette Binoche, Pauline, en noir et une voix off raconte l'histoire – et le terme argotique qui désigne la guillotine.

## Le roman
L'ouvrage de Marine Saglio-Bramly, La Veuve de Saint-Pierre (1999), romançant l'histoire vraie de Joseph Néel, est inspiré du scénario de Claude Faraldo écrit avant 1999.
Une rixe entre marins s'achève par un meurtre à Saint-Pierre et Miquelon en 1888. Au « bout du monde », il y a bien un tribunal, mais ni guillotine, ni bourreau pour exécuter la sentence.
C'est le long hiver, neige et glaces scellent le paysage. Il faut des mois pour que la veuve arrive de Martinique. Entre-temps, le condamné s'amende, sauve une vie, tombe amoureux et devient même une sorte de héros populaire. Peut-on, doit-on encore lui trancher la tête ?
Placé sous la surveillance du capitaine de l'île, pris en amitié par son épouse, le condamné trouve en ce couple des alliés, mais les notables de l'île n'acceptent pas cette rédemption.

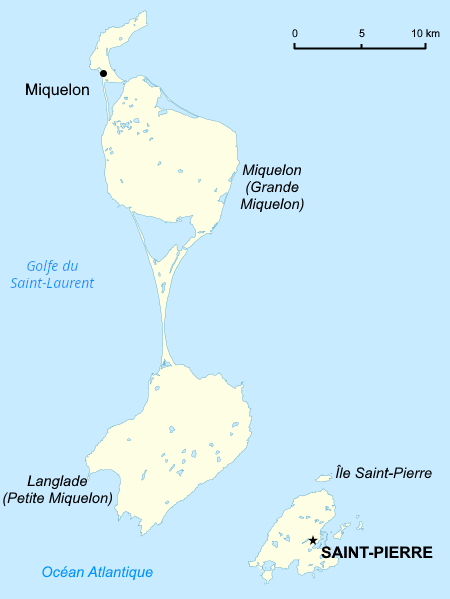
Saint-Pierre et Miquelon.
Les couleurs de Saint-Pierre et Miquelon.
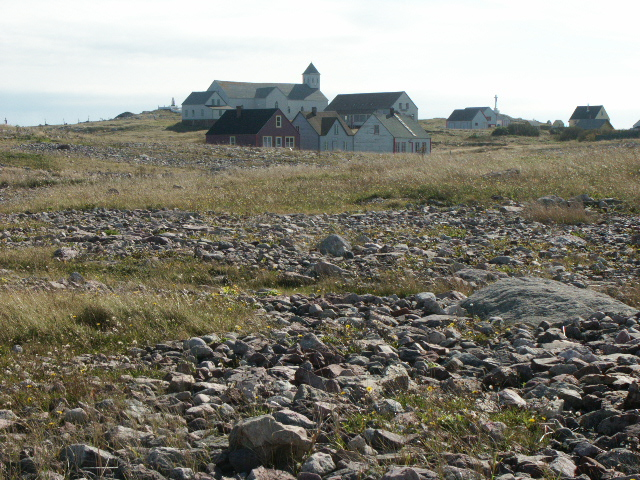
Ile-aux-marins.
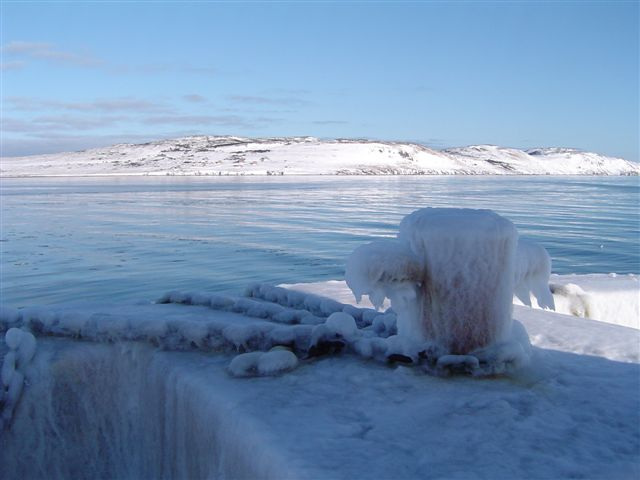
L'hiver à Saint-Pierre et Miquelon.

## L'affaire Joseph Néel et Louis Ollivier
Émile Sasco (du service des archives et auteur d'articles sur l'histoire locale) fait en 1938 un récit détaillé de ce meurtre de l’île aux Chiens. L’instruction de l’affaire est menée rapidement. Le tribunal criminel se réunit en session le mardi 6 février 1889. Les débats durent deux jours et la salle d’audience est comble.
Joseph Auguste Néel, né à Saint-Pierre, le 29 mai 1860 et Louis Ollivier, né à Coatréven (Côtes-du-Nord) le 31 octobre 1863 sont tous deux marins-pêcheurs. Le dimanche 30 décembre 1888, vers 10 heures, ils projettent de souper chez Coupard, le patron d'Ollivier. Furieux de trouver porte close, ils démolissent l’enceinte, brisent la croisée de la cabane et agressent Coupard qui défend son domicile, couteau à la main. La lutte s’engage entre Coupard et Néel qui s’écrie « mieux vaut tuer le diable que le diable vous tue », et dit à son camarade : « tiens v’là le couteau, tape à ton tour ». Ce dernier l’enfonce dans le ventre de Coupard. Puis ils s’acharnent sur le cadavre, le mutilent pour voir si Coupard était gras. Après avoir dissimulé le cadavre, ils espèrent gagner la côte anglaise mais les vents d’est et la grosse mer les en empêchent. Ils sont arrêtés dans la matinée du 1er janvier.
Les deux meurtriers plaident l’ivresse sinon pour excuser, du moins pour atténuer l’atrocité de leur crime. Ollivier qui a joué un rôle plutôt passif, déclare que Coupard avait toujours été bon pour lui. Les témoins de moralité, presque tous les habitants de l’île-aux-Marins, s’accordent pour dire que Néel était entre deux vins comme à l’accoutumée et qu’Ollivier paraissait être dans son état normal. Le Procureur de la République requiert la peine capitale contre Néel et ne s’oppose pas aux circonstances atténuantes en faveur d’Ollivier atteint de  fascination incompréhensible. L'avocat tente de sauver son client de la peine capitale, arguant l’état d’abjection morale dans lequel il était tombé par suite des pratiques invétérées d’alcoolisme, privé de libre arbitre. Le Tribunal criminel considère que Néel a agi avec une responsabilité précise et entière. La culpabilité d’Ollivier est présentée comme douteuse pour le meurtre, Coupard ayant cessé de vivre lorsqu’il avait frappé. Néel est condamné à la peine de mort et Ollivier à dix ans de travaux forcés.
L'opinion publique, respectant l’arrêt de justice, pense néanmoins qu’il y avait disproportion entre les deux peines. Ramené à la prison, Néel retrouve sa gaîté cynique habituelle : « j’ai bien fait de manger mes 2 500 francs qui venaient de mon père ».

## Synopsis

### Le scénario
En 1849, deux marins abandonnés en mer par le patron de leur bateau sont sauvés par hasard par une autre embarcation et ramenés dans l'archipel de Saint-Pierre-et-Miquelon, au large de Terre-Neuve. Lors d'une beuverie, ils poignardent le vieux Coupard, celui qui les avait abandonnés, pour savoir « s'il est gros ou gras ». Ils sont condamnés, mais les lois de la République sont difficiles à mettre en œuvre loin de la métropole. L'absence de guillotine, de veuve, à Saint-Pierre, oblige à la faire venir de la Martinique. Cela mettra du temps si seulement même la mère-patrie daigne répondre. Le gouverneur propose donc d'adoucir la sentence pour éviter les soucis d'exécution. Les autres notables sont contre.
L'un des condamnés meurt dans un accident de charrette avant d'être emmené au bagne, l'autre, condamné à mort, reste sous la garde du capitaine responsable des forces militaires de l'île de Saint-Pierre et attend son exécution avec humilité et résignation. L'épouse du capitaine, Madame « La » (pour Madame La Capitaine), s'intéresse à lui.
Madame « La » voit en Joseph Néel bonté et simplicité et ne peut se résoudre à accepter qu'un homme soit définitivement méchant. Avec l'aide de sa bienfaitrice et contre l'avis des notables, le condamné se rend indispensable et populaire. Mais la Marie-Galante est en vue, la guillotine, au terme de bien des incertitudes est amenée à terre. Un bourreau est finalement trouvé, justice doit être faite. Madame « La » fera l'impossible pour empêcher Néel d'être exécuté. Et c'est par amour pour sa femme que le capitaine, à la réputation de marginal, s'oppose à l'ordre établi, c'est cet amour qui le conduit au bout de son destin.

### Les personnages
- Le Capitaine est un officier, un marginal : il ose manifester son désaccord. Il ne porte jamais de képi, ne se rase que rarement, ne porte pas de vêtements chauds malgré les températures négatives. Quelques allusions laissent penser que sa mutation est sans doute due à quelques écarts. Cette île au bout du monde n’est certainement pas une promotion. Très amoureux de sa femme, malgré son rang et les conventions de l’époque, il ne cache absolument pas sa passion. Le couple est très uni, complice, contre tout et contre tous. Le capitaine peut affronter le gouverneur et ses hommes pour défendre les opinions de Pauline. Amoureux de la nature, épris de liberté, il galope avec son cheval, baptisé de façon peu conventionnelle Morue salée. Malgré sa marginalité, il semble être conscient dès le début d'une probable issue fatale à cette histoire. Ses regards disent sa lucidité, mais il n’intervient pas, respectant les choix de sa femme. Le personnage est fataliste, romantique et digne, il ne recule jamais, même si cela doit lui coûter sa carrière ou la vie[2].
- Madame "La", femme du capitaine
- Néel Auguste, le condamné
- Le Gouverneur, il accusera le Capitaine de sédition.
- Le Président Venot, il fait condamner à mort Neel Auguste
- Le Commissaire des Douanes, il fera tout pour mener l'exécution à son terme
- Le Chef des Douanes, il exercera un chantage contre Chevassu pour qu'il devienne bourreau.
- Morue salée, le cheval

### Les thèmes
- La peine de mort
- La réhabilitation
- Le libre arbitre
- L'amour, la passion

## Fiche technique
- Réalisation : Patrice Leconte
- Scénario : Claude Faraldo
- Adaptation : Patrice Leconte
- Directeur de la photographie : Eduardo Serra
- Cadreur : Patrice Leconte
- Compositeur : Pascal Estève
- Monteuse : Joëlle Hache
- Chef décorateur : Ivan Maussion
- Costumier : Christian Gasc
- Distribution : Pathé Distribution, France
- Producteurs : Frédéric Brillion et Gilles Legrand
- Coproducteurs : Daniel Louis et Denise Robert
- Production : Épithète Films, France ; France 2 Cinéma, France et France 3 Cinéma, France
- Date de sortie : 19 avril 2000
- Année de production : 1999
- Pays de production :  France
- Genre : drame et historique
- Durée : 112 minutes

## Distribution
- Juliette Binoche : Madame La, Pauline, l'épouse du capitaine
- Daniel Auteuil : Jean, le capitaine
- Emir Kusturica : Joseph Auguste Neel
- Michel Duchaussoy : le gouverneur
- Philippe Magnan : le président Venot
- Christian Charmetant : le commissaire de la Marine
- Philippe du Janerand : le chef douanier
- Reynald Bouchard : Louis Ollivier
- Ghyslain Tremblay : Monsieur Chevassus, le bourreau
- Marc Béland : le soldat Loïc
- Yves Jacques : le contre-amiral
- Maurice Chevit : le père du gouverneur
- Catherine Lascault : La Malvilain
- Dominique Quesnel : la tenancière
- Anne-Marie Philipe : l'épouse du gouverneur
- Sylvie Moreau : Adrienne

## Autour du film
Lors du festival Feux croisés qui lui est consacré en 2015, Patrice Leconte indique qu'Alain Corneau devait dans un premier temps réaliser le film, mais ne lui a jamais indiqué les motifs de son retrait du projet. Leconte ajoute qu'il avait presque accepté la réalisation sans lire le scénario, rien qu'à l'idée de tourner avec Juliette Binoche et Daniel Auteuil.
Pour des raisons logistiques trop problématiques, le film ne fut pas tourné sur les lieux de l'histoire, à Saint-Pierre-et-Miquelon mais à Louisbourg en Nouvelle-Écosse au Canada et dans les Studios d'Arpajon à Saint-Germain-lès-Arpajon dans le département de l'Essonne.
Ce film est à regarder comme un roman, car s'il reprend le personnage réel de Jospeh Auguste Néel, l'histoire est totalement fantaisiste. Chronologiquement d'abord, l'action du film se passant en 1849 alors que l'assassinat sordide de François Coupard n'eut lieu qu'en 1889 (la commune de Saint Pierre n'ayant d'ailleurs été créée qu'en 1872). Néel a bien été condamné à mort et Ollivier aux travaux forcés. Néel n'a jamais joui d'une quelconque popularité parmi la communauté de Saint Pierre, ni été protégé par le capitaine de la garnison et sa femme. La guillotine ramenée de Martinique et fait son office en août 1889, aux mains d'un bourreau de circonstances, le marin pêcheur Legent, un repris de justice. Ce fut la seule exécution jamais pratiquée sur l'archipel de Saint Pierre et Miquelon.